# 31. Sinfonie (Haydn)
Die Sinfonie Nr. 31 D-Dur Hoboken-Verzeichnis I:31 komponierte Joseph Haydn im Jahr 1765 während seiner Anstellung als Vize-Kapellmeister beim Fürsten Nikolaus I. Esterházy (für den er Jahrelang meist unter hohem Druck arbeitete). Die Sinfonie zeichnet sich in ihrer Besetzung neben solistisch eingesetzten Streichinstrumenten vor allem durch vier statt der sonst üblichen zwei Hörner aus. Sie führt teilweise die nicht von Haydn stammenden Titel „Mit dem Hornsignal“ oder „Auf dem Anstand“.

## Allgemeines

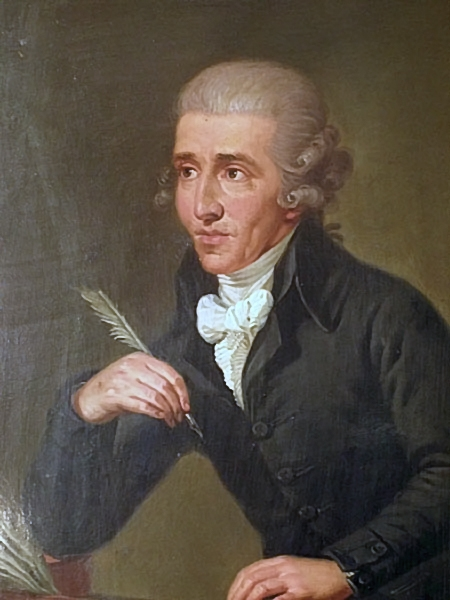
Joseph Haydn (Gemälde von Ludwig Guttenbrunn, um 1770)

Aus dem Entstehungsjahr der Sinfonie Nr. 31 (1765) sind drei weitere Sinfonien Joseph Haydns in datierten Autographen erhalten: Nr. 28, Nr. 29 und Nr. 30. Ihre Entstehung hängt möglicherweise mit der Einstellung zweier Hornisten 1765 zusammen, nachdem in den Vorjahren von den vier Hornisten des Hoforchesters zwei ausgefallen waren.
Die Sinfonie Nr. 31 zeichnet sich durch folgende Besonderheiten aus:
- Anstelle der sonst üblichen zwei werden vier Hörner eingesetzt. Die Hornstimmen sind in allen Sätzen außergewöhnlich schwer und treten so stark hervor, dass sie der Sinfonie im 19. Jahrhundert die Beinamen „mit dem Hornsignal“ oder „Auf dem Anstand“[2] gegeben haben.[3] Ähnlich schwere Hornstimmen finden sich auch in der wahrscheinlich etwas früher[4] entstandenen Sinfonie Nr. 72, die als „Schwesterwerk“ ebenfalls vier Hörner und auch einen ähnlich strukturierten Schlusssatz wie Nr. 31 hat. In der etwas später entstandenen Sinfonie Nr. 51 sind die Hornstimmen (zwei Hörner), die in noch höhere Tonlagen gehen, ebenfalls anspruchsvoll gehalten.

„[Es] ist offensichtlich, dass die Hornisten des Esterházyorchesters in der Zeit bis zu den ersten siebziger Jahren Fähigkeiten besassen, mit denen sich niemand in Europa hätte messen können. Haydns erster Hornist war ein Böhme namens Thaddäus Steinmüller, und als Steinmüller aus Esterházys Diensten schied, hörte Haydn auf, für Hörner in dieser auffallenden Manier zu schreiben.“

- Neben den Hörnern werden auch eine Violine, ein Cello und ein Kontrabass[5] als Soloinstrument eingesetzt, daneben haben auch Flöte und die Oboen solistische Passagen.
- Den Abschluss bildet ein Variationssatz, in dem die Instrumente des Orchesters solistisch ein Variationsthema vorstellen.
- Durch das Hervortreten von Soloinstrumenten und dem Variationssatz am Schluss bestehen Ähnlichkeiten zur Unterhaltungsmusik des Divertimento.[6][7][8]
- Am Ende der Sinfonie setzt Haydn das Hornmotiv der Eröffnung nochmals ein und bewirkt so eine Verbindung von Anfang und Ende.
- Howard Chandler Robbins Landon[8] hebt Einfallsreichtum und Unbeschwertheit der Sinfonie hervor und vergleicht sie mit Haydns Abschied von der Jugend, da die Werke der Folgezeit insbesondere die Unbeschwertheit nicht mehr in diesem Maße aufwiesen.[9]

Die Sinfonie wurde in Ausgaben Ende der 1780er Jahre als „Concertante Sinfonia“ bzw. „Sinfonia Concertante“ bezeichnet.

## Zur Musik
Besetzung: Flöte, zwei Oboen, vier Hörner, zwei Violinen, Viola, Cello, Kontrabass. Als Solo-Instrumente zudem separat Violine, Cello, Kontrabass; weiterhin auch für die Oboen, die Hörner und die Flöte solistische Passagen. Zur Verstärkung der Bass-Stimme wurde damals auch ohne gesonderte Notierung ein Fagott eingesetzt.  Über die Beteiligung eines Cembalo-Continuos in Haydns Sinfonien bestehen unterschiedliche Auffassungen.
Aufführungszeit: ca. 25–30 Minuten (je nach Einhalten der vorgeschriebenen Wiederholungen).
Bei den hier hilfsweise benutzten Begriffen der Sonatensatzform ist zu berücksichtigen, dass dieses Modell erst Anfang des 19. Jahrhunderts entworfen wurde (siehe dort) und für eine Sinfonie von 1765 nur mit Einschränkungen herangezogen werden kann. – Die hier vorgenommene Beschreibung und Gliederung der Sätze ist als Vorschlag zu verstehen. Je nach Standpunkt sind auch andere Abgrenzungen und Deutungen möglich.

### Erster Satz: Allegro
D-Dur, 3/4-Takt, 160 Takte

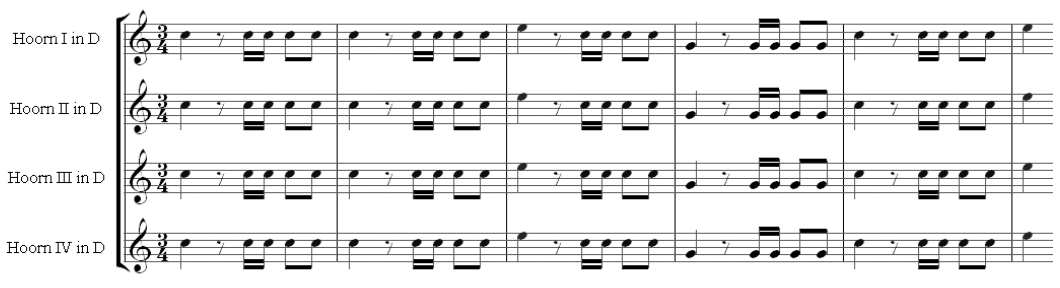
Beginn des Allegros mit dem „Militärmotiv“ in den vier Hörnern

Haydn eröffnet die Sinfonie mit zwei Hornsignalen, die von einer Streicherbegleitung gestützt werden. Über die Bedeutung der Hornsignale finden sich verschiedene Angaben. Nach Horst Walter und James Webster verwendet Haydn ein Militärmotiv (Takt 1–8) und ein Posthornmotiv (Takt 9 ff.), was auch durch den Vermerk „Posthorn von Nürnberg“ auf einer zeitgenössischen Ausgabe vom Verleger Siebert gestützt werde. Nach Wolfgang Marggraf sind die Motive dem Posthorn zuzuordnen. Nach anderer Auffassung ist das Hornsignal ab Takt 9 ein südungarisch-kroatisch-rumänisches Jagdmotiv. Das „Militärmotiv“ ist durch seinen prägnanten Rhythmus gekennzeichnet und verwendet Töne des D-Dur – Dreiklangs, das „Posthornmotiv“ (oder Jagdmotiv) weist ebenfalls einen typischen punktierten Rhythmus auf und verwendet Oktavsprünge.
Ab Takt 16 beginnt – eingeleitet vom Militärmotiv – eine Passage mit Unisono-Läufen, die nach einem abwärts sequenzierten Motiv mit fallendem Dreiklang (Takt 25 ff.), weiteren Läufen und Tonrepetition die Dominante A-Dur erreicht (Takt 41 ff.), in der nun die Flöte mit Läufen aufwärts hervortritt – unterbrochen vom „Brummen“ der Streicher und einer an das Militärmotiv erinnernden Tonrepetition der Hörner. Weitere Läufe führen dann zur Schlussgruppe (Takt 54 ff.), in der Streicher und Flöte ein auftaktiges (dreimaliges Klopfen) Motiv mit fallender Linie spielen, überlagert vom Posthornmotiv in den Hörnern.
Die Durchführung beginnt mit dem Kopf vom Militärmotiv im Horn im Dialog mit den Streichern und führt ins harmonisch ferne Fis-Dur. Nach einer Zäsur setzt dann das Schlussgruppenmotiv als Variante in D-Dur ein, gefolgt von den Aufwärtsläufen der Flöte im Wechsel mit dem „Streicherbrummen“, wobei sich die Harmonien wiederum von D-Dur entfernen. In Takt 89 tritt das Posthornmotiv in den Hörnern über dem Kopf vom Schlussgruppenmotiv in den Streichern in Moll auf. Von h-Moll aus startet dann eine Tremolo-Passage mit dem Kopf vom Schlussgruppenmotiv im Bass. Kräftige Akkordschläge auf A-Dur kündigen in Takt 110 die Reprise an. Stattdessen folgt jedoch überraschend eine d-Moll – Passage für Streicher im Piano, die wiederum auf den Kopf vom Schlussgruppenmotiv zurückgreift.
Der Reprise (ab Takt 119) beginnt piano mit dem Posthornmotiv und ist gegenüber der Exposition etwas verkürzt, jedoch wird die Schlussgruppe erweitert: Am Ende spielen die Hörner nach dem Posthornmotiv das zu Beginn der Reprise ausgelassene Militärmotiv mit fanfarenartiger Steigerung. Exposition sowie Durchführung und Reprise werden wiederholt.

### Zweiter Satz: Adagio
G-Dur, 6/8-Takt, 78 Takte
Im konzertant gehaltenen Adagio treten die vier Hörner, eine Solo-Violine und ein Solo-Cello hervor. Die Streicher begleiten teilweise pizzicato bzw. unterbrechen die konzertanten Abschnitte mit energischen Forte-Einwürfen, Flöte und Oboen schweigen. Die drei Hauptmotive des Satzes sind durch ähnlichen Beginn (Auftakt und punktierten Rhythmus) miteinander verknüpft.
Das erste Thema mit weitgeschwungenem Bogen und Verzierungen wird zunächst von der Solo-Violine vorgestellt, dann von den Hörnern und schließlich nochmals von der Solo-Violine variiert aufgegriffen und zur Dominante D-Dur geführt. In D-Dur spielen die Hörner dann ein weiteres Motiv („zweites Thema“), gefolgt von „brillanten“, sehr hohen Passagen für die Violine und einen konzertanten Abschnitt für Violine und Cello zusammen. Die Schlussgruppe (Takt 27 ff.) verhaucht anfangs im Pianissimo, am Ende tritt das Cello jedoch mit Läufen und charakteristischer dreifacher Tonrepetition hervor.
Die Durchführung ähnelt einem verkürzten Ablauf der Exposition: Das erste Thema wird wiederum dreimal vorgetragen, zunächst von den Hörnern (mit einer „halsbrecherischen“ Begleitfigur), dann im Tutti und schließlich von der Violine. Anschließend setzen Violine und Cello ihren konzertanten Dialog aus der Exposition fort. Die Schlussgruppe führt in eine energische Forte-Passage mit Unisono-Läufen als Rückführung zur Reprise. Diese (ab Takt 59) stellt ebenfalls einen verkürzten Ablauf der Exposition dar (Auslassung des „zweiten Themas“).

### Dritter Satz: Menuet
D-Dur, 3/4-Takt, mit Trio 76 Takte
Das Menuett ist durch seine energische, tänzerische Melodie mit dreifacher Tonrepetition und punktiertem Rhythmus gekennzeichnet. Der erste Teil des Menuetts steht durchweg im Forte, der Beginn des zweiten Teils wird durch forte-piano – Kontraste aufgelockert.
Im klangfarbenreichen Trio (D-Dur, piano) wechseln sich Oboen, Violinen, Hörner und die Flöte dialogartig mit einer etwas ländlerartigen Melodie ab. James Webster assoziiert das Trio mit Freiluftmusik, Howard Chandler Robbins Landon beschreibt das Trio als Musterbeispiel feiner Orchestrierungskunst.

### Vierter Satz: Finale. Moderato molto – Presto
D-Dur, 2/4-Takt / 3/4-Takt, 170 Takte
Der Satz basiert auf einem Thema mit sieben Variationen, in denen die Instrumente das Thema in verschiedenen Klangfarben vorstellen und verzieren. Zum Schluss folgt ein „Kehraus“-Presto, dass das „Militärmotiv“ vom Anfang der Sinfonie wieder aufgreift. Der Satz besteht aus folgenden Teilen:
- Vorstellung des Themas im Piano, nur Streicher. Das Thema erinnert an einen gemächlichen Marsch und besteht aus zwei wiederholten Teilen (so auch bei jeder folgenden Variation, diese alle in D-Dur).
- Variation 1: Oboen
- Variation 2: Cello
- Variation 3: Flöte
- Variation 4: Hörner (mit komplizierten und sehr anspruchsvollen Soli)[18]
- Variation 5: Violine
- Variation 6: ganzes Orchester (Tutti)
- Variation 7: Kontrabass[5]
- Acht Takte Überleitung, d-Moll, mit Chromatik, nur Streicher
- Presto (3/4-Takt): Den Abschluss der Sinfonie bildet ein „Kehraus“ im Forte für das ganze Orchester: Zunächst spielen die Violinen und die Flöte rasante Sechzehntel-Läufe, gefolgt von einem neuen marschartigen Motiv mit punktiertem Rhythmus. Die Sinfonie endet mit dem „Militärmotiv“, mit dem sie auch begonnen hat.